# 김해 (1534년)
김해(金澥, 1534년 ~ 1593년)는 조선 선조 때의 문신이다. 본관은 예안(禮安), 자는 사회(士晦), 호는 운송(雲松)이다.

## 생애
1564년(명종 19년)에 과거에 급제하여 형조좌랑, 사헌부 지평, 밀양 도호부사 등을 역임하였다.
1592년에 임진왜란이 발발할 때 상주 목사로 있었는데, 상주 전투 초기에 관아를 비웠으나 음력 11월에 상주 판관 정기룡(鄭起龍)과 함께 상주성을 탈환한 후 이듬해 초에 둘째 아들 김경원(金慶遠)과 함께 순절하였다.
임진왜란이 끝난 후에 선무원종일등공신에 추록되고 승정원 도승지로 증직되었다. 또 1695년에 이조참판이 가증되었다. 공주 우정면 내산리에 충신효자 정려각이 있다.

## 가족 관계
- 증조부 : 김수손(金首孫)
  - 할아버지 : 김사창(金泗昌)
    - 아버지 : 김반천(金半千)
    - 어머니 : 조세우(曺世虞)의 딸
      - 부인 : 박인원(朴仁元)의 딸
        - 장녀 : 이욱(李稶)에게 출가
        - 차남 : 김경원(金慶遠)